# Bangsia
Bangsia es un género de aves paseriformes perteneciente a la familia Thraupidae que agrupa a seis especies nativas de la América tropical (Neotrópico), donde se distribuyen desde la costa caribeña de Costa Rica, por América Central y del Sur, hasta el suroeste de Colombia y noroeste de Ecuador. A sus miembros se les conoce por el nombre común de tangaras y también cachaquitos, entre otros.

## Etimología
El nombre genérico femenino «Bangsia» conmemora al zoólogo estadounidense Outram Bangs (1863–1932).

## Características
Las tangaras de este género son pequeñas a medianas, midiendo alrededor entre 14,5 y 16 cm de longitud, regordetes y de colas bastante cortas, que habitan en selvas húmedas principalmente de la pendiente occidental de los Andes. A pesar de su colorido vibrante, mayormente en azul y amarillo, son aves bastante furtivas y discretas. Generalmente forrajean acompañando a bandadas mixtas.

## Taxonomía
El presente género fue propuesto por el ornitólogo estadounidense Thomas Edward Penard en 1919, la especie tipo definida fue Buthraupis arcaei caeruleigularis Ridgway, 1893, actualmente la subespecie Bangsia arcaei caeruleigularis.
En un pasado más remoto, este género estuvo incluido en Buthraupis, pero esto no fue seguido por otros autores; posteriormente se demostró que no son ni siquiera géneros hermanos.
La especie B. flavovirens estuvo tradicionalmente incluida en el género Chlorospingus, de la familia Passerellidae, pero los estudios de Klicka et al. (2014) encontraron que no pertenecía a Chlorospingus y que en realidad era un tráupido. Los estudios de Avendaño et al. (2016) encontraron que sus parientes más próximos eran las tangaras Bangsia y recomendaron su transferencia para el presente género. Esta transferencia fue aprobada en la Propuesta N° 862 al Comité de Clasificación de Sudamérica (SACC).
Los amplios estudios filogenéticos recientes de Burns et al. (2014) demuestran que el presente género es pariente próximo de la especie Wetmorethraupis sterrhopteron, en una subfamilia Thraupinae.

## Lista de especies
Según la clasificación del Congreso Ornitológico Internacional (IOC) el género agrupa a las siguientes especies con el respectivo nombre popular de acuerdo con la Sociedad Española de Ornitología (SEO):
| Imagen | Nombre científico     | Autor                         | Nombre común              | EC (*) |
| ------ | --------------------- | ----------------------------- | ------------------------- | ------ |
|        | Bangsia arcaei        | (P.L. Sclater & Salvin), 1869 | tangara de Arcé           | NT     |
|        | Bangsia melanochlamys | (Hellmayr), 1910              | tangara negrigualda       | VU     |
|        | Bangsia rothschildi   | (Berlepsch), 1897             | tangara de Rothschild     | LC     |
|        | Bangsia edwardsi      | (Elliot), 1865                | tangara de Edwards        | LC     |
|        | Bangsia aureocincta   | (Hellmayr), 1910              | tangara del Tatamá        | VU     |
|        | Bangsia flavovirens   | (Lawrence), 1867              | clorospingo verdiamarillo | VU     |

(*) Estado de conservación